# Lemez (mikológia)

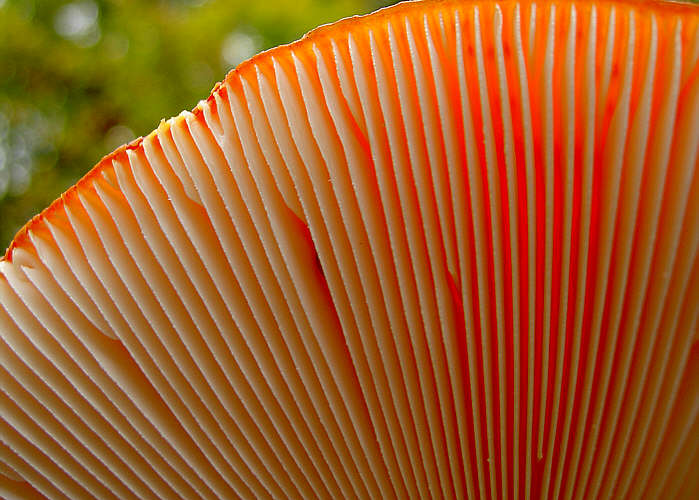
A légyölő galóca lemezei

A mikológiai értelemben vett lemezek a bazídiumos gombák termőtestén kialakuló morfológiai képződmények, a termőréteget tartó tráma leggyakoribb típusát jelentik. Általában a kalap alsó oldalán találhatók, felületükön – a himéniumban – helyezkednek el a spórákat tartalmazó bazídiumsejtek. A kalaposgombák (Agaricales) rendjének számos családjában, a taplóalakúak (Polyporales) egy részénél, illetve a galambgombaféléknél (Russulaceae) igen elterjedt formai jegy. A tráma azonban lehet ráncos, csöves, vagy tüskés szerkezetű, sőt sima is. Előfordulnak átmeneti formák is a lemezes és csöves trámatípus között: rózsás egyrétűtapló (Daedaleopsis confragosa).

## A lemezek fő határozóbélyegei

### Lemezállás
A lemezálláson a lemezek sűrűségét és síkjuknak futását értjük. Egyes gombák lemezei igen sűrűn helyezkednek el egymás mellett (csiperkék, őzlábgombák), míg más nemzetségek tagjainak ritka állású lemezei vannak (szegfűgombák). A lemezek elágazhatnak, egymással összekapcsolódhatnak (anasztomizálás), de gyakoriak az eltérő hosszúságú, önálló lemezek is.

sűrűn állók
ritkán állók
elágazók
többszörösen elágazók
anasztomizáló lemezek
változó hosszúságú lemezek

### Lemezilleszkedés
A lemezek tönkhöz való illeszkedése döntő bélyeg lehet egy adott gombafaj felismerésénél. Legfontosabb típusai a felkanyarodó és szabadon álló (csengettyűgombák, galócák), a tönkhöz nőtt (fülőkék), a foggal felkanyarodó, illetve foggal lefutó (pereszkék) és a lefutó (tölcsérgombák) lemezek.

szabadon álló
felkanyarodó
tönkhöz nőtt
foggal felkanyarodó
foggal lefutó
kissé lefutó
lefutó

### Szín
A lemezek színe gyakran enged következtetni a spórák színére is. A tráma elszíneződése jelentős lehet egyes esetekben. A könnyező szálkásgomba (Lacrymaria lacrymabunda) lemezein a beszáradó cseppekben összegyűlő spórák sötét pettyek formájában maradnak meg, a lila lemezű pókhálósgombák (Cortinarius spp.) trámáját pedig barnássá festi a kiszóródó spóratömeg.
Egyes gombáknál a lemez pereme eltérő színű lehet: a susulykáknál például gyakran sötétebbnek, élesen kihúzottnak látszik a lemezél.